# ШОСО „Видовдан” Бор
Школа за основно и средње образовање „Видовдан“ Бор бави се образовањем и васпитањем деце са сметњама у развоју. Лоцирана је у ужем градском језгру у заједничком објекту са још две основне школе.

## Историја
Почеци рада везују се за 1960. годину, отварањем одељења за глуву децу при ОШ „Вук Караџић“ у Бору. Прва одељења за рад са ментално ометеном децом формирана су 1965. године при редовној школи „Бранко Радичевић“ Бор.
Одлуком Скупштине општине Бор из 1968. године ради као самостална установа која се бави образовањем и васпитањем деце и омладине лако ментално ометене у развоју под именом Специјална основна школа „25. мај“. Под овим именом школа ради све до 26.10.1992. године, када мења назив у ОШ „Видовдан“.
Одељење продуженог боравка почиње са радом школске 1971/72. године
Решењем Министарства просвете од 1995. године школа прераста у Школу за основно и средње образовање, чиме проширује делатност и бави се оспособљавањем ученика за рад у трајању од једне године чиме ученици добијају звање „манипуланта“. Следеће године школа проширује делатност и образује ученике за стицање средњошколског образовања у трајању од две године, у подручју рада текстилство и кожарство за звање „шивач текстила“ и три године, у подручју рада машинство и обрада метала за звање „бравар“.
Школа још једном проширује своју делатност 2010. године формирањем одељења за децу са тежим и вишеструким сметњама у развоју. Исте године започиње се са активним пружањем стручне помоћи и спроводи мере додатне подршке деци и ученицима са сметњама у развоју у свим другим образовним установама у Бору.

## Школа данас
Рад са ученицима основне и средње школе одвија се у учионицама за разредну наставу (8) и предметну наставу (3) у кабинетима теоријске наставе (2) и практичне наставе (2). За потребе индивидуалне наставе и корективно-терапијског рада са дефектологом и логопедом постоје специјализовани кабинети (3). Настава физичког васпитања организује се у две фискултурне сале, а за потребе корективне гимнастике користи се трим кабинет са справама за вежбу и релаксацију ученика. Образовно-васпитни рад обавља се и у дигиталној учионици са десет радних места. Школа поседује и специјализован кабинет опремљен асистивном технологијом: рачунарском опремом, аудиовизуелним средствима и одговарајућим дидактичким материјалима за сензорну стимулацију.

## Галерија
- Дигитални кабинет
- Кројачка радионица
- Асистивни кабинет
- Школски клуб
- Машинска радионица